# Шаран Володимир Богданович
Володи́мир Богда́нович Шара́н (нар. 18 вересня 1971 року, Маріямпіль, Івано-Франківська область) — радянський та український футболіст і тренер. Півзахисник, грав, зокрема за «Карпати» (Львів), «Динамо» (Київ) і «Дніпро» (Дніпро). Провів 1 матч за національну збірну України. Відомий своєю роботою на посаді головного тренера ФК «Олександрія» (2010—2011, 2013—2021).

## Кар'єра

### Гравець
Вихованець ДЮСШ м. Бурштин (перший тренер — М. С. Сегін) і Львівського спортінтернату. Навчався у Львівському державному інституті фізичної культури.
Починав кар'єру у львівських «Карпатах» у сезоні 1989 року. В сезоні 1991 перейшов до київського «Динамо» за 1 млн карбованців. У складі динамівців став триразовим чемпіоном України (1992/93, 1993/94 і 1994/95) і володарем Кубка України 1992/93. Виступав на багатьох міжнародних турнірах. З юніорською збірною СРСР завоював золоті медалі першості Європи 1990. А з молодіжною збірною став третім призером Чемпіонату світу 1991.
Згодом виступав за «Дніпро» (Дніпро) протягом 1995—1997 років і в 1998 році повернувся до «Карпат», з якими здобув бронзу чемпіонату України 1997/98 і став фіналістом Кубку України 1998/99, здобувши путівку до Кубку УЄФА. Завершував ігрову кар'єру в олександрійській «Поліграфтехніці» (2001—2002).
Провів 1 матч за національну збірну України — 11 листопада 1995 року, в рамках відбіркового циклу до Чемпіонату Європи 1996, проти збірної Італії в Барі (поразка 1:3).
Міг віддати точний прихований пас, був майстром виконання кутових і штрафних ударів.

### Тренер
Працював тренером у командах «Кривбас-2» (Кривий Ріг), «Зірка» (Кропивницький) і «Закарпаття» (Ужгород).
З січня 2010 року до грудня 2011 очолював команду ПФК «Олександрія», вивів її з 1 місця у Першій лізі до Прем'єр-ліги.
21 січня 2012 року призначений головним тренером львівських «Карпат». Трохи більше, ніж за два місяці, 25 березня, після невдалого початку весняної частини чемпіонату Шарана було звільнено з посади.
З 2013 року знову очолує ПФК «Олександрія» і в сезоні 2014/15 років вдруге вивів команду з Першої ліги до УПЛ (знову з першого місця).
У сезоні 2016/17 років команда Шарана посіла п'яте місце в УПЛ і вперше в історії здобула право виступати в єврокубках. У третьому кваліфікаційному раунді Ліги Європи влітку 2017 року «Олександрія» пройшла румунську «Астру», а в другому вибула зі змагань після двобою з білоруським БАТЕ.
За підсумками сезону 2018/19 років команда Шарана вперше посіла третє місце в УПЛ.
У сезоні 2019/20 команда виступала в груповому раунді Ліги Європи.
13 травня 2021 року пішов у відставку з посади головного тренера «Олександрії», при цьому не виключив можливості в майбутньому повернутися на тренерський місток команди з однойменного міста.

## Титули та досягнення
- Чемпіон Європи серед юнаків: 1990
- Бронзовий призер молодіжного чемпіонату світу: 1991
- Чемпіон України: 1992/93, 1993/94, 1994/95
- Володар Кубка України: 1992/93